# Cloephoracris
Cloephoracris is een geslacht van rechtvleugeligen uit de familie Romaleidae. De wetenschappelijke naam van dit geslacht is voor het eerst geldig gepubliceerd in 1979 door Descamps.

## Soorten
Het geslacht Cloephoracris omvat de volgende soorten:
- Cloephoracris caesia Rowell, 1999
- Cloephoracris disrupta Rowell, 1999
- Cloephoracris festae Giglio-Tos, 1897
- Cloephoracris nodulithorax Descamps, 1979